# Jeremy Brockie
Jeremy Russell Brockie (Christchurch, 1987. október 7. –) új-zélandi válogatott labdarúgó, aki jelenleg a SuperSport United játékosa.

## Sikerei, díjai
- Új-Zéland
  - OFC-nemzetek kupája: 2002, 2008, 2016